# Chinesische Pflanzenheilkunde
Die Chinesische Pflanzenheilkunde ist eine in China überlieferte und aufgezeichnete Methode zur Vorbeugung und Behandlung von Krankheiten sowie Mängeln in der Gesundheit.

## Geschichte
Chinesische Kräuter werden seit Jahrhunderten verwendet. Die früheste Literatur sind Listen von Rezepten für bestimmte Krankheiten. Gefunden wurde eine solche Handschrift unter dem Titel Rezepte für 52 Beschwerden in den Mawangdui Gräbern. Sie stammt aus dem Jahr 168 vor unserer Zeitrechnung.
Der erste traditionell anerkannte Botaniker ist Shennong (神農 / 神农,  Shénnóng, lit. Göttlicher Bauer), eine mythische gottähnliche Figur die um 2800 v. Chr. gelebt haben soll. Er soll sein Wissen über Arzneimittel und giftige Pflanzen an Landwirte vermittelt haben. Shennongs Schrift den Bencǎojing (神農本草經 / 神农本草经,  Shénnóng Běncǎojīng) wird als das älteste Buch über chinesische Medizin betrachtet. Es klassifiziert 365 Arten von Wurzeln, Gras, Holz, Felle, Tiere und Steine in drei Kategorien der Kräutermedizin:
- Kräuter für mehrere Krankheiten und für die Aufrechterhaltung und Wiederherstellung der Körper-Balance. Sie haben fast keine ungünstigen Nebenwirkungen.
- Tonika, deren Verzehr nicht verlängert werden darf
- Substanzen, die üblicherweise in kleinen Dosen eingenommen werden und nur zur Behandlung bestimmter Krankheiten dienen.

Der ursprüngliche Text von Shennongs Schrift ging verloren, doch Übersetzungen sind noch vorhanden. Die Entstehungszeit fällt in die späte Westliche Han-Dynastie, d. h. dem ersten Jahrhundert v. Chr. Chinesische Pflanzenheilkunde wurde unter anderem vom chinesischen Arzt Li Shi Zhen im 16. Jahrhundert im Bencao Gangmu beschrieben.

## Liste
Die chinesische Pflanzenheilkunde kennt 50 „fundamentale“ Pflanzen:
| Wissenschaftlicher Name                                                                          | Chinesische Bezeichnung                                                      | Deutsche Bezeichnung                                                                         |
| ------------------------------------------------------------------------------------------------ | ---------------------------------------------------------------------------- | -------------------------------------------------------------------------------------------- |
| Agastache rugosa                                                                                 | huòxiāng (藿香)                                                              | Ostasiatischer Riesenysop, Koreaminze (eine Duftnessel-Art)                                  |
| Alangium chinense                                                                                | bājiǎofēng (八角枫)                                                          | ein Hartriegelgewächs (Cornaceae)                                                            |
| Anisodus tanguticus                                                                              | shānlàngdàng (山莨菪)                                                        |                                                                                              |
| Ardisia japonica                                                                                 | zǐjīnniú (紫金牛)                                                            |                                                                                              |
| Aster tataricus                                                                                  | zǐwǎn (紫菀)                                                                 | Tataren-Aster                                                                                |
| Astragalus mongholicus (syn. Astragalus membranaceus)                                            | huángqí (黄芪) oder běiqí (北芪)                                             | Huangqi, eine Tragant-Art                                                                    |
| Camellia sinensis                                                                                | cháshù (茶树) oder cháyè (茶叶)                                              | Tee                                                                                          |
| Cannabis sativa                                                                                  | dàmá (大麻)                                                                  | Hanf                                                                                         |
| Carthamus tinctorius                                                                             | hónghuā (红花)                                                               | Färberdistel, Saflor                                                                         |
| Cinnamomum cassia                                                                                | ròugùi (肉桂)                                                                | Zimtkassie                                                                                   |
| Cissampelos pareira                                                                              | xíshēngténg (锡生藤) oder yàhūnú (亞乎奴)                                    |                                                                                              |
| Conioselinum anthriscoides 'Chuanxiong' (Ligusticum chuanxiong, Ligusticum sinense 'Chuanxiong') | chuānxiōng (川芎)                                                            | Szechuan-Liebstöckel, eine Schierlingssilgenart (Conioselinum), früher zu Levisticum gehörig |
| Coptis chinensis                                                                                 | duǎn'è huánglián (短萼黄连)                                                  | Chinesischer Goldfaden                                                                       |
| Corydalis ambigua                                                                                | yánhúsuǒ (延胡索)                                                            | eine Lerchensporn-Art                                                                        |
| Croton tiglium                                                                                   | bādòu (巴豆)                                                                 | Krotonölbaum, Purgierbaum                                                                    |
| Daphne genkwa                                                                                    | yuánhuā (芫花)                                                               | eine Seidelbast-Art                                                                          |
| Datura metel                                                                                     | yángjīn huā (洋金花)                                                         | Indischer Stechapfel                                                                         |
| Datura stramonium (syn. Datura tatula)                                                           | zǐhuā màntuóluó (紫花曼陀萝)                                                 | Gemeiner Stechapfel                                                                          |
| Dendrobium nobile                                                                                | shíhú (石斛) oder shíhúlán (石斛兰)                                          | eine Dendrobium-Art                                                                          |
| Dichroa febrifuga                                                                                | chángshān (常山)                                                             | ein Hortensiengewächs                                                                        |
| Dolomiaea costus (Saussurea costus)                                                              | yúnmùxiāng (云木香)                                                          | Indische Kostuswurzel                                                                        |
| Ephedra sinica                                                                                   | cǎomǎhuáng (草麻黄)                                                          | Chinesischer Meerträubel                                                                     |
| Eucommia ulmoides                                                                                | dùzhòng (杜仲)                                                               | Guttaperchabaum, Gummiulme                                                                   |
| Euphorbia pekinensis                                                                             | dàjǐ (大戟)                                                                  | eine chinesische Wolfsmilch-Art                                                              |
| Flueggea suffruticosa (syn. Securinega suffruticosa)                                             | yīyèqiū (一叶秋)                                                             |                                                                                              |
| Forsythia suspensa                                                                               | liánqiáo (连翘)                                                              | Hänge-Forsythie                                                                              |
| Gentiana loureiroi                                                                               | dìdīng (地丁)                                                                | eine Enzian-Art                                                                              |
| Gleditsia sinensis                                                                               | zàojiá (皂荚)                                                                | Chinesische Gleditschie                                                                      |
| Glycyrrhiza uralensis                                                                            | gāncǎo (甘草)                                                                | Chinesisches Süßholz                                                                         |
| Hydnocarpus anthelminticus (syn. H. anthelminthica)                                              | dàfēngzǐ (大风子)                                                            |                                                                                              |
| Ilex purpurea                                                                                    | dōngqīng (冬青)                                                              | eine chinesische Stechpalmenart                                                              |
| Leonurus japonicus                                                                               | yìmǔcǎo (益母草)                                                             | Japanisches Herzgespann                                                                      |
| Lobelia chinensis                                                                                | bànbiānlián (半边莲)                                                         | Chinesische Lobelie                                                                          |
| Phellodendron amurense                                                                           | huángbǎi (黄柏)                                                              | Amur-Korkbaum                                                                                |
| Platycladus orientalis (ehemals Thuja orientalis)                                                | cèbǎi (侧柏)                                                                 | Morgenländischer Lebensbaum                                                                  |
| Pseudolarix amabilis                                                                             | jīnqiánsōng (金钱松)                                                         | Goldlärche                                                                                   |
| Psilopeganum sinense                                                                             | shānmáhuáng (山麻黄)                                                         |                                                                                              |
| Pueraria lobata                                                                                  | gégēn (葛根)                                                                 | Kudzu                                                                                        |
| Pulsatilla chinensis (syn. Anemone pulsatilla)                                                   | báitóuwēng (白头翁)                                                          | Chinesisches Windröschen                                                                     |
| Rauwolfia serpentina                                                                             | shégēnmù (蛇根木), yìndù shégēncǎo (印度蛇根草), oder yìndù shémù (印度蛇木) | Indische Schlangenwurzel                                                                     |
| Rehmannia glutinosa                                                                              | dìhuáng (地黄) oder gān dìhuáng (干地黄)                                     |                                                                                              |
| Rheum officinale                                                                                 | yàoyòng dàhuáng (药用大黄)                                                   | Rhabarber                                                                                    |
| Rhododendron tsinghaiense                                                                        | Qīnghǎi dùjuān (青海杜鹃)                                                    | Qinghai-Rhododendron                                                                         |
| Schisandra chinensis                                                                             | wǔwèizi (五味子)                                                             | Chinesisches Spaltkörbchen, Schisandra                                                       |
| Scutellaria baicalensis                                                                          | huángqín (黄芩)                                                              | Baikal-Helmkraut                                                                             |
| Stemona tuberosa                                                                                 | bǎibù (百部)                                                                 |                                                                                              |
| Stephania tetrandra                                                                              | fángjǐ (防己)                                                                |                                                                                              |
| Styphnolobium japonicum (ehemals Sophora japonica)                                               | huái (槐), huáishù (槐树), oder huáihuā (槐花)                               | Japanischer Schnurbaum                                                                       |
| Trichosanthes kirilowii                                                                          | guālóu (栝楼)                                                                |                                                                                              |
| Wikstroemia indica                                                                               | liǎogēwáng (了哥王)                                                          |                                                                                              |